# 早稲田渋谷シンガポール校

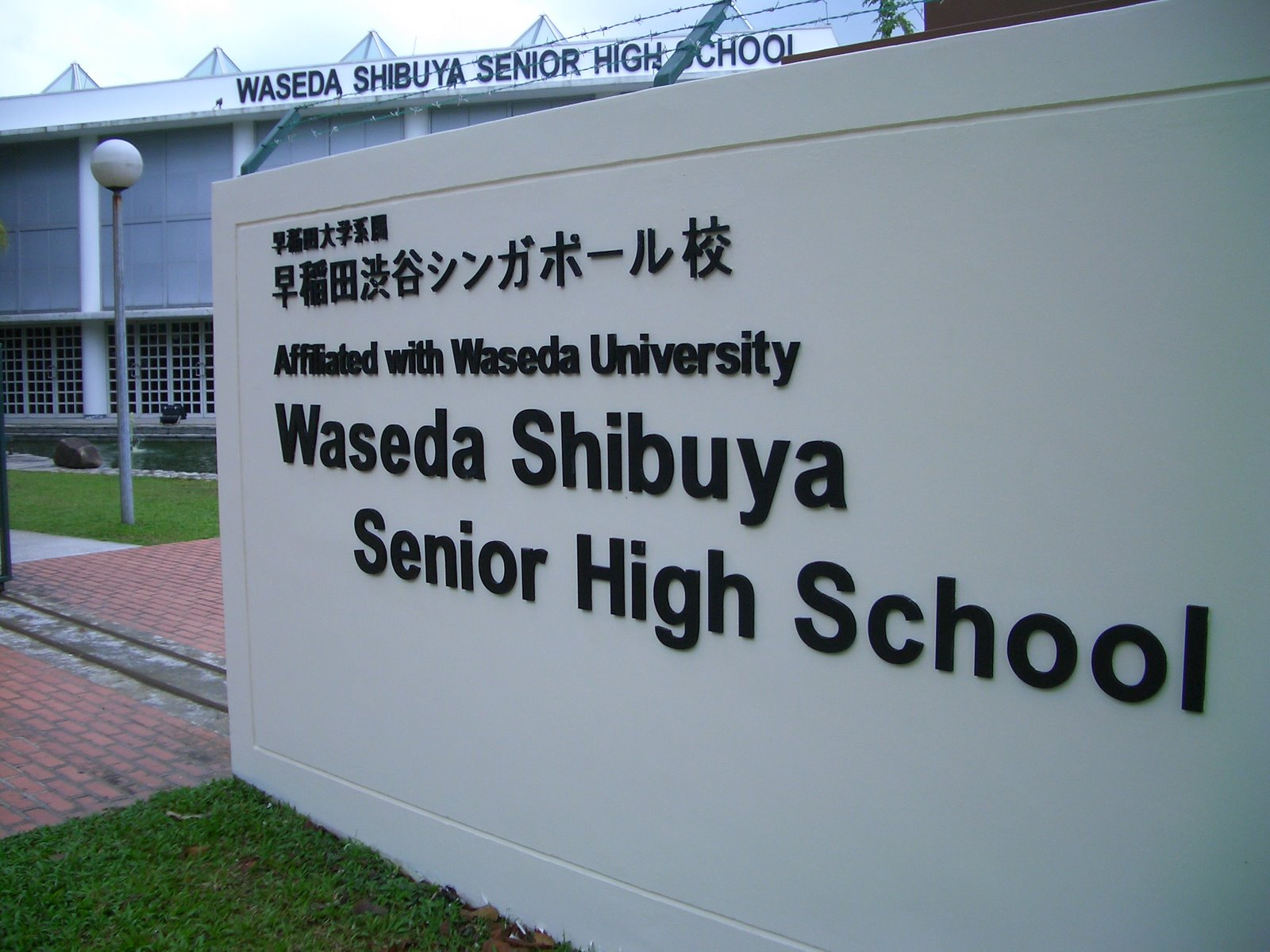
早稲田渋谷シンガポール校

早稲田大学系属早稲田渋谷シンガポール校（わせだだいがくけいぞく わせだしぶやシンガポールこう、英: Waseda Shibuya Senior High School）は、シンガポールに所在する教育施設。
在外日本人子弟の教育を目的とした在外教育施設であり、日本の高等学校に相当する教育を行っている。設置者は、学校法人早稲田大学と学校法人渋谷教育学園の合弁現地法人。在学する生徒などは学校名を「早稲渋」という愛称で呼んでいる。
開校13年目の2002年（平成14年）より早稲田大学の系属校となった。同大学への推薦進学が可能であり、2014年（平成26年）度現在、各学部に合計88名分の推薦枠がある。

## 概略
高等学校に相当する学校としては、日本以外のアジア諸国で唯一日本語による授業を行い、カリキュラムは日本の高等学校に準じたものとなっている。所在地はシンガポールのWest Coast Road。一学年約100人の共学校で、日本国内の高等学校と同等の教育を行う。
2002年（平成14年）より、早稲田大学の系属校となった。これは、早稲田大学がアジア戦略の一環として学校法人渋谷教育学園が経営していた渋谷幕張シンガポール校の株式を取得し、経営に乗り出したもの。卒業後の進路は、全体の2分の1程度の生徒が早稲田大学へ推薦入学することを中心に、国内他大学への指定校推薦、帰国子女入試での入学が多数を占める。一般受験で進学する生徒や、海外の大学への進学者もいる。
学生寮を併設しているため、シンガポール国内だけでなく広く世界各地の海外在留邦人の子弟を集めている。寮には約50％の学生が住んでおり、運営は生徒の自治によってなされている。日本語インターナショナルスクールとして、日本人以外の民族にも門戸が開かれているが、実際には大多数の生徒が日本人である。シンガポール各地への研修や、現地校との交流が盛んである。また、式典日以外は私服での登校で、自由で明るく、温和な校風をもつ。制服は、紺のブレザーである。
各学年シンガポール日本人学校中学部出身の生徒が6割を占める。

## 沿革
- 1990年（平成2年） - 渋谷幕張シンガポール校として開校[1]
- 2002年（平成14年） - 早稲田大学の系属校となり校名も早稲田大学系属早稲田渋谷シンガポール校となる
- 2005年（平成17年） - 早稲田大学系属校となって初めて第1期生(12期生)が早稲田大学へ推薦入学

## 著名な出身者
- 西山耕平（読売テレビアナウンサー）

## 関連校
- 早稲田大学
- 渋谷教育学園渋谷中学校・高等学校
- 渋谷教育学園幕張中学校・高等学校

#### 広報資料・プレスリリースなど一次資料
1. ↑  “建学の精神”.   早稲田渋谷シンガポール校 (2010年8月12日). 2025年3月23日閲覧。
2. ↑  “早稲田大学への道”.   早稲田渋谷シンガポール校 (2014年9月5日). 2025年3月7日閲覧。
3. ↑  “文部省認定在外教育施設一覧”. 2025年3月23日閲覧。